# Elpenrod
Elpenrod ist ein Ortsteil der Gemeinde Gemünden (Felda) im mittelhessischen Vogelsbergkreis. Das Dorf liegt in Oberhessen im Mündungsbereich zweier Bäche, dem Eisenbach und dem Elpbach. Durch Elpenrod verläuft die Landesstraße 3073.

## Ortsgeschichte

### Mittelalter
Erstmals urkundlich erwähnt wurde der Ort in einem Kopiar um das Jahr 1300 als „Elpenrade“. Das Kopiar wurde zwischen 1400 und 1425 erstellt.
1350 heißt es in einer Urkunde des Klosters Arnsburg in der Wetterau „bi Elperodde“.
Bereits im Mittelalter wurden große Waldflächen gerodet, worauf die Ortsnamenendung -rod hinweist. Das Bestimmungswort im Ortsnamen ist der Rufname Albin, ebenso wie im Ortsnamen von Alsfeld-Elbenrod.
Im Mittelalter gehörte der Ort zu Grafschaft Ziegenhain. 1450 starb der letzte Graf von Ziegenhain und Nidda kinderlos. Nach einer Vereinbarung mit den Landgrafen von Hessen fiel das Erbe an die Landgrafschaft Hessen, aber erst 1495 konnte ein Erbstreit mit den Grafen von Hohenlohe beigelegt werden, indem die hessischen Landgrafen die Hohenloher mit 9000 Gulden für die beiden Grafschaften abfanden.
Die Statistisch-topographisch-historische Beschreibung des Großherzogthums Hessen berichtet 1830 über Elpenrod:

„Elpenrod (L. Bez. Kirtorf) evangel. Filialdorf; liegt 3 St. von Kirtorf in einem engen tiefen Thale, hat 82 Häuser und 484 Einw., die bis auf 1 Kath. evangelisch sind. Der Ort gehörte zum Oberofleidener Kirchengebiete.“

Hessische Gebietsreform (1970–1977)
Zum 31. Dezember 1971 fusionierten im Zuge der Gebietsreform in Hessen die bis dahin selbständigen Gemeinden Burg-Gemünden, Ehringshausen, Elpenrod, Hainbach, Nieder-Gemünden, Otterbach und Rülfenrod freiwillig zur neuen Gemeinde Gemünden. Für alle eingegliederten ehemaligen Gemeinden wurde je ein Ortsbezirk gebildet.

### Verwaltungsgeschichte im Überblick
Die folgende Liste zeigt die Staaten und Verwaltungseinheiten, denen Elpenrod angehört(e):
- vor 1450: Heiliges Römisches Reich, Grafschaft Ziegenhain
- 1450–1495: Erbstreit zwischen der Landgrafschaft Hessen und den Grafen von Hohenlohe
- ab 1450: Heiliges Römisches Reich, Landgrafschaft Hessen, Amt Burggemünden
- ab 1567: Heiliges Römisches Reich, Landgrafschaft Hessen-Marburg, Amt Burggemünden[12]
- 1604–1648: Heiliges Römisches Reich, strittig zwischen Landgrafschaft Hessen-Darmstadt und Landgrafschaft Hessen-Kassel (Hessenkrieg)
- ab 1604: Heiliges Römisches Reich, Landgrafschaft Hessen-Darmstadt, Oberfürstentum Hessen, Amt Burggemünden[13]
- ab 1806: Großherzogtum Hessen,[Anm. 2] Fürstentum Oberhessen, Amt Burggemünden[14][15]
- ab 1815: Großherzogtum Hessen, Provinz Oberhessen, Amt Homberg an der Ohm[16]
- ab 1821: Großherzogtum Hessen, Provinz Oberhessen, Landratsbezirk Kirtorf[17][Anm. 3]
- ab 1832: Großherzogtum Hessen, Provinz Oberhessen, Kreis Alsfeld
- ab 1848: Großherzogtum Hessen, Regierungsbezirk Alsfeld
- ab 1852: Großherzogtum Hessen, Provinz Oberhessen, Kreis Alsfeld
- ab 1867: Norddeutscher Bund,[Anm. 4] Großherzogtum Hessen, Provinz Oberhessen, Kreis Alsfeld
- ab 1871: Deutsches Reich, Großherzogtum Hessen, Provinz Oberhessen, Kreis Alsfeld
- ab 1918: Deutsches Reich (Weimarer Republik), Volksstaat Hessen, Provinz Oberhessen, Kreis Alsfeld
- ab 1938: Deutsches Reich, Volksstaat Hessen, Landkreis Alsfeld[18][Anm. 5]
- ab 1945: Amerikanische Besatzungszone,[Anm. 6] Land Hessen, Regierungsbezirk Darmstadt, Landkreis Alsfeld
- ab 1946: Amerikanische Besatzungszone, Hessen, Regierungsbezirk Darmstadt, Landkreis Alsfeld
- ab 1949: Bundesrepublik Deutschland, Hessen, Regierungsbezirk Darmstadt, Landkreis Alsfeld
- ab 1972: Bundesrepublik Deutschland, Hessen, Regierungsbezirk Darmstadt, Vogelsbergkreis, Gemeinde Gemünden[Anm. 7]
- ab 1981: Bundesrepublik Deutschland, Hessen, Regierungsbezirk Gießen, Vogelsbergkreis, Gemeinde Gemünden (Felda)

### Gerichtszugehörigkeit seit 1803
In der Landgrafschaft Hessen-Darmstadt wurde mit Ausführungsverordnung vom 9. Dezember 1803 das Gerichtswesen neu organisiert. Für das Fürstentum Oberhessen (ab 1815 Provinz Oberhessen) wurde das „Hofgericht Gießen“ eingerichtet. Es war für normale bürgerliche Streitsachen Gericht der zweiten Instanz, für standesherrliche Familienrechtssachen und Kriminalfälle die erste Instanz. Übergeordnet war das Oberappellationsgericht Darmstadt. Die Rechtsprechung der ersten Instanz wurde durch die Ämter bzw. Standesherren vorgenommen und somit war für Elpenrod das „Amt Homberg an der Ohm“ zuständig. Nach der Gründung des Großherzogtums Hessen 1806 wurden die Aufgaben der ersten Instanz 1821 im Rahmen der Trennung von Rechtsprechung und Verwaltung auf die neu geschaffenen Landgerichte übertragen. „Landgericht Homberg an der Ohm“ war daher von 1821 bis 1879 die Bezeichnung für das erstinstanzliche Gericht in Homberg an der Ohm, das für Elpenrod zuständig war.
Anlässlich der Einführung des Gerichtsverfassungsgesetzes mit Wirkung vom 1. Oktober 1879, infolge derer die bisherigen großherzoglichen Landgerichte durch Amtsgerichte an gleicher Stelle ersetzt wurden, während die neu geschaffenen Landgerichte nun als Obergerichte fungierten, kam es zur Umbenennung in „Amtsgericht Homberg an der Ohm“ und Zuteilung zum Bezirk des Landgerichts Gießen. Am 15. Juni 1943 wurde das Gericht zur Zweigstelle des Amtsgerichtes Alsfeld, aber bereits wieder mit Wirkung vom 1. Juni 1948 in ein Vollgericht umgewandelt. Am 1. Juli 1968 erfolgte die Auflösung des Amtsgerichts Homberg und Elpenrod wurde dem Bereich des Amtsgerichts Alsfeld zugeteilt.

## Bevölkerung

### Einwohnerstruktur 2011
Nach den Erhebungen des Zensus 2011 lebten am Stichtag dem 9. Mai 2011 in Elpenrod 270 Einwohner. Darunter waren 6 (2,2 %) Ausländer. Nach dem Lebensalter waren 42 Einwohner unter 18 Jahren, 93 zwischen 18 und 49, 81 zwischen 50 und 64 und 51 Einwohner waren älter. Die Einwohner lebten in 120 Haushalten. Davon waren 36 Singlehaushalte, 42 Paare ohne Kinder und 30 Paare mit Kindern, sowie 12 Alleinerziehende und keine Wohngemeinschaften. In 24 Haushalten lebten ausschließlich Senioren und in 81 Haushaltungen lebten keine Senioren.

### Einwohnerentwicklung
| • 1806: | 389 Einwohner, 74 Häuser           |
| • 1829: | 484 Einwohner, 82 Häuser           |
| • 1867: | 458 Einwohner, 82 bewohnte Gebäude |
| • 1875: | 454 Einwohner, 82 bewohnte Gebäude |

| Elpenrod: Einwohnerzahlen von 1791 bis 2020 | Elpenrod: Einwohnerzahlen von 1791 bis 2020 | Elpenrod: Einwohnerzahlen von 1791 bis 2020 | Elpenrod: Einwohnerzahlen von 1791 bis 2020 | Elpenrod: Einwohnerzahlen von 1791 bis 2020 |
| --- | ------------------------------------------- | ------------------------------------------- | ------------------------------------------- | ------------------------------------------- |
| Jahr |                                             |                                             |                                             | Einwohner                                   |
| 1791 | 1791                                        |                                             | 388                                         | 388                                         |
| 1800 | 1800                                        |                                             | 396                                         | 396                                         |
| 1806 | 1806                                        |                                             | 389                                         | 389                                         |
| 1829 | 1829                                        |                                             | 484                                         | 484                                         |
| 1834 | 1834                                        |                                             | 494                                         | 494                                         |
| 1840 | 1840                                        |                                             | 464                                         | 464                                         |
| 1846 | 1846                                        |                                             | 480                                         | 480                                         |
| 1852 | 1852                                        |                                             | 486                                         | 486                                         |
| 1858 | 1858                                        |                                             | 476                                         | 476                                         |
| 1864 | 1864                                        |                                             | 475                                         | 475                                         |
| 1871 | 1871                                        |                                             | 464                                         | 464                                         |
| 1875 | 1875                                        |                                             | 454                                         | 454                                         |
| 1885 | 1885                                        |                                             | 456                                         | 456                                         |
| 1895 | 1895                                        |                                             | 457                                         | 457                                         |
| 1905 | 1905                                        |                                             | 420                                         | 420                                         |
| 1910 | 1910                                        |                                             | 423                                         | 423                                         |
| 1925 | 1925                                        |                                             | 393                                         | 393                                         |
| 1939 | 1939                                        |                                             | 379                                         | 379                                         |
| 1946 | 1946                                        |                                             | 502                                         | 502                                         |
| 1950 | 1950                                        |                                             | 499                                         | 499                                         |
| 1956 | 1956                                        |                                             | 421                                         | 421                                         |
| 1961 | 1961                                        |                                             | 425                                         | 425                                         |
| 1967 | 1967                                        |                                             | 387                                         | 387                                         |
| 1980 | 1980                                        |                                             | ?                                           | ?                                           |
| 1990 | 1990                                        |                                             | ?                                           | ?                                           |
| 2000 | 2000                                        |                                             | ?                                           | ?                                           |
| 2011 | 2011                                        |                                             | 270                                         | 270                                         |
| 2015 | 2015                                        |                                             | 258                                         | 258                                         |
| 2020 | 2020                                        |                                             | 260                                         | 260                                         |
| Datenquelle: Historisches Gemeindeverzeichnis für Hessen: Die Bevölkerung der Gemeinden 1834 bis 1967. Wiesbaden: Hessisches Statistisches Landesamt, 1968. Weitere Quellen: LAGIS; 1791; 1800; Zensus 2011; Gemeinde (Felda): Webarchiv (2015,2020) |                                             |                                             |                                             |                                             |

### Historische Religionszugehörigkeit
| • 1829: | 483 evangelische, ein katholischer Einwohner                              |
| • 1961: | 391 evangelische (= 92,00 %), 30 römisch-katholische (= 7,06 %) Einwohner |

### Politik
Für Elpenrod besteht ein Ortsbezirk (Gebiete der ehemaligen Gemeinde Elpenrod) mit Ortsbeirat und Ortsvorsteher nach der Hessischen Gemeindeordnung.
Der Ortsbeirat besteht aus fünf Mitgliedern. Bei den Kommunalwahlen in Hessen 2021 betrug die Wahlbeteiligung zum Ortsbeirat 57,66 %. Alle Mitglieder gehören der „Dorfgemeinschaft Elpenrod“ an. Der Ortsbeirat wählte Petra Henkel zur Ortsvorsteherin.

## Persönlichkeiten
- Eduard Lutz (1856–1915), hessischer Gutsbesitzer und Landtagsabgeordneter